# NEOS – Mein Südkärnten – Moja Južna Koroška
NEOS – Mein Südkärnten – Moja Južna Koroška ist ein Wahlbündnis, das die NEOS für die Kärntner Landtagswahl 2018 gemeinsam mit Mein Südkärnten – Moja Južna Koroška bildeten. Letzteres ist wiederum ein Bündnis der Einheitsliste (EL) mit einigen Südkärntner Wählergruppen.
Die EL arbeitete bereits in der Vergangenheit mit liberalen Parteien zusammen. 1998–99 war Karel Smolle über die Liste des Liberalen Forums (LiF) im Nationalrat vertreten und zur Nationalratswahl 2008 war Rudi Vouk LiF-Spitzenkandidat in Kärnten. Der EL-Vorsitzende ab 2014, Gabrijel Hribar, versuchte, die EL von einer Minderheitenpartei in Richtung einer Regionalpartei zu wandeln, einerseits, um auch Wähler außerhalb der Kärntner Slowenen anzusprechen, andererseits, da eine funktionierende Region auch für die Entwicklung der Minderheit wichtig sei. In diesem Sinne entstand durch die Zusammenarbeit der EL mit Südkärntner Wahlgruppen 2017 das Bündnis Mein Südkärnten, das umgehend eine Zusammenarbeit mit den NEOS beschloss. Zur Wahl reichte man eine gemeinsame Liste ein, die in allen vier Wahlkreisen antrat. Spitzenkandidat war Markus Unterdorfer-Morgenstern, ein Schwäger von Thomas Morgenstern. Listenzweiter war Hribar. Mit diesem Wahlbündnis setzte sich Hribar über einen Beschluss der EL-Landesversammlung hinweg.
Die Liste erlangte bei der Wahl 6.307 Stimmen bzw. 2,14 % und scheiterte somit am Einzug in den Kärntner Landtag.

## Belege
1. ↑  Rudi Vouk (LIF) im Gespräch mit Neuwal: "Jeder ist irgendwo eine Minderheit." — neuwal.com — kärtnen, Liberales Forum, LIF, Neuigkeiten, ortstafeln, rudi vouk, spitzenkandidat. In: neuwal.com. Abgerufen am 11. Februar 2018.
2. ↑  Neuer Obmann für die Einheitsliste - kaernten.ORF.at. In: kaernten.orf.at. Abgerufen am 11. Februar 2018.
3. ↑  Neue Wahlplattform "Mein Südkärnten/Moja Juzna Koroska" gegründet - Völkermarkt - meinbezirk.at. In: meinbezirk.at. Abgerufen am 11. Februar 2018.
4. ↑  NEOS bildet Plattform mit "Mein Südkärnten" - kaernten.ORF.at. In: kaernten.orf.at. Abgerufen am 11. Februar 2018.
5. 1 2  Landesliste LTW 2018 — NEOS Kärnten. In: kaernten.neos.eu. Archiviert vom Original (nicht mehr online verfügbar) am 22. März 2018; abgerufen am 21. März 2018.  Info: Der Archivlink wurde automatisch eingesetzt und noch nicht geprüft. Bitte prüfe Original- und Archivlink gemäß Anleitung und entferne dann diesen Hinweis.
6. ↑  Zehn Listen treten bei Wahl in Kärnten an - Kärnten - derStandard.at › Inland. In: derstandard.at. Abgerufen am 11. Februar 2018.
7. ↑  NEOS: Unterdorfer-Morgenstern bestätigt - kaernten.ORF.at. In: kaernten.orf.at. Abgerufen am 11. Februar 2018.
8. ↑  Pinke Ehe spaltet die Slowenen-Partei - kurier.at. In: kurier.at. Abgerufen am 11. Februar 2018.
9. ↑  Landtagswahl 4. März 2018. In: ktn.gv.at. Archiviert vom Original (nicht mehr online verfügbar) am 5. März 2018; abgerufen am 21. März 2018.  Info: Der Archivlink wurde automatisch eingesetzt und noch nicht geprüft. Bitte prüfe Original- und Archivlink gemäß Anleitung und entferne dann diesen Hinweis.